# Kantoor en rouwcentrum De Nieuwe Ooster
Het Kantoor en rouwcentrum De Nieuwe Ooster is een gebouw in Amsterdam-Oost.
Het gebouw werd neergezet in de periode 2010-2012 toen het westelijke deel van begraafplaats De Nieuwe Ooster opnieuw werd ingericht naar inzichten van Karres en Brands Landschapsarchitecten. Er kwam een nieuwe ingang aan de Rozenburglaan 5. Aan Bierman Henket Architecten (Janneke Bierman, Yvonne Segers en Armand Bos) werd gevraagd een nieuw kantoor annex rouwcentrum te ontwerpen. Zij ontwierpen een soort dijkwoning, niet in een dijk maar in een talud. Van de zijde van de Rozenburglaan en de verderop gelegen Gooiseweg ziet men een gebouw met twee bouwlagen. Vanaf het bijbehorend verhoogde parkeerterrein dat op de begraafplaats ligt, lijkt het maar een bouwlaag te hebben. In het gebouw werden ondergebracht een kantoor, ruimten voor onderhoudsdiensten (straatzijde) en vier rouwkamers met bijbehorende ruimten (kant van begraafplaats). Het heeft een specifiek uiterlijk; kijkt men in de lengterichting dan vallen de houten kolommen op, kijkt men in de breedterichting dan is een glaswand te zien. Het gebouw werd klimaatneutraal gebouwd conform richtlinnen van "Industrieel flexibel en demontabel" bouwen (IFD). Het werd grotendeels uit prefabelementen opgetrokken. De plint van het gebouw ligt vanaf de begraafplaats net boven maaiveldniveau; het geeft het gebouw een licht karakter. Dit wordt versterkt door het uitkragende dak, dat in een lichte kleur is uitgevoerd.
Ten zuidoosten van het kantoor staat het Islamitisch uitvaartcentrum De Nieuwe Ooster dat ongeveer tegelijkertijd werd gebouwd. Beide gebouwen dongen in 2013 mee met de Amsterdamse Architectuur Prijs (AAP). Het Amsterdam University College ging er met die prijs vandoor. 
Bierman Henket Architecten zijn trouwens vaker betrokken bij gebouwen op dit terrein. Zo is het crematorium dat achter de Aula De Nieuwe Ooster is gebouwd van hun hand.